# Baryconus europaeus
Baryconus europaeus är en stekelart som först beskrevs av Jean-Jacques Kieffer 1908.  Baryconus europaeus ingår i släktet Baryconus och familjen Scelionidae. Inga underarter finns listade.